# Belasica (Kosovo)
Belasica är en kulle i Kosovo. Den ligger i den norra delen av landet, 30 km norr om huvudstaden Priština. Toppen på Belasica är 748 meter över havet.
Terrängen runt Belasica är kuperad åt nordväst, men åt sydost är den platt. Runt Belasica är det ganska tätbefolkat, med 222 invånare per kvadratkilometer. Närmaste större samhälle är Podujevo, 9,2 km sydost om Belasica. Omgivningarna runt Belasica är en mosaik av jordbruksmark och naturlig växtlighet.